# Miss España 2007
Miss España 2007 fue la 47.ª edición del certamen de belleza Miss España. Se llevó a cabo el 25 de marzo de 2007 en la Marina d’Or, Oropesa del Mar. Natalia Zabala fue la ganadora, la cual representó a España en los certámenes Miss Universo 2007 y Miss Mundo 2007. La primera finalista representó al país en el Miss Internacional 2007 y la segunda finalista representó al país en el Miss Europa 2007. Las top 6 representarón al país en el Miss Globe Internacional, Miss Intercontinental y el Miss Model of the World 2007.

## Resultados
| Resultados Final | Candidata |
| ---------------- | --- |
| Miss España 2007 | Guipúzcoa - Natalia Zabala |
| 1.a Finalista    | Tenerife - Adriana Reverón |
| 2.a Finalista    | Vizcaya - Nerea Arce |
| Top 6            | Alicante - Lourdes Tárraga Barcelona - Cintia Martínez Las Palmas - Ma. Isabel Marichal |
| Top 12           | Ceuta - Alicia Sanz Gerona - Odilia García La Coruña - Lucía Castro Madrid - Ma. Elena Valencia Sevilla - Ángela Cañas Zaragoza - Marta Abad                                                               |
| Top 20           | Baleares - Elena Losa Burgos - Vanesa Prieto Lérida - Gloria Martínez Málaga - Cristina González Murcia - Laura Hernández Toledo - Beatriz Rodríguez Valencia - Sheila de la Cova Zamora - Marta Hernández |

## Premios especiales
| Resultado       | Candidata             |
| --------------- | --------------------- |
| Miss Rostro     | Ceuta - Alicia Sanz   |
| Miss Simpatía   | Baleares - Elena Losa |
| Miss Elegancia  | Ceuta - Alicia Sanz   |
| Miss Fotogénica | Ceuta - Alicia Sanz   |

## Jurado
Estos fueron los encargados de eligir las diez cuartofinalistas, las seis finalistas y la ganadora de la noche:
- Javier de Montini
- Cecilia Bolocco
- Javier Elorrieta
- Sonsoles Artigas
- Juan Carlos de la Iglesia
- Mariasela Álvarez
- Valerio Pino
- María Lafuente
- Pascuale Caprile
- Angels Pongilupi
- Juan Ricard
- Sonia Forcada

## Candidatas
| Provincia   | Candidata                       | Edad | Estatura        |
| ----------- | ------------------------------- | ---- | --------------- |
| Álava       | Davinia Monasterio Avilés       | 21   | 1,70 m (5′ 7″)  |
| Albacete    | Cristina Mendoza Morcillo       | 19   | 1,88 m (6′ 2″)  |
| Alicante    | Lourdes Tárraga Muñoz           | 22   | 1,76 m (5′ 9″)  |
| Almería     | Jénnifer García Morales         | 21   | 1,78 m (5′ 10″) |
| Asturias    | Hannah Álvarez Correa           | 19   | 1,77 m (5′ 10″) |
| Ávila       | Laura Sánchez Jiménez           | 23   | 1,73 m (5′ 8″)  |
| Badajoz     | Cristina Barbellido Ventura     | 25   | 1,70 m (5′ 7″)  |
| Baleares    | Elena Losa Cabeza de Vaca       | 22   | 1,74 m (5′ 9″)  |
| Barcelona   | Cintia Martínez Sánchez         | 21   | 1,74 m (5′ 9″)  |
| Burgos      | Vanesa Prieto Rodríguez         | 22   | 1,79 m (5′ 10″) |
| Cáceres     | María Inmaculada Mata Mena      | 26   | 1,77 m (5′ 10″) |
| Cádiz       | Cristina San Luís Sánchez       | 23   | 1,84 m (6′ 0″)  |
| Cantabria   | María Elena Outeiriño Elizalde  | 26   | 1,71 m (5′ 7″)  |
| Castellón   | Sheila Despriet García          | 17   | 1,81 m (5′ 11″) |
| Ceuta       | Alicia Sanz Espinoza            | 18   | 1,75 m (5′ 9″)  |
| Ciudad Real | Amparo Vera Garzas              | 21   | 1,75 m (5′ 9″)  |
| Córdoba     | Sandra Alcaide de la Torre      | 19   | 1,80 m (5′ 11″) |
| Cuenca      | Ana María Silverio Fernández    | 20   | 1,70 m (5′ 7″)  |
| Gerona      | Odilia Pamela García Pineda     | 20   | 1,84 m (6′ 0″)  |
| Granada     | Ana Belén Rubio Sánchez         | 25   | 1,78 m (5′ 10″) |
| Guadalajara | Eva María Raposo Morales        | 21   | 1,82 m (6′ 0″)  |
| Guipúzcoa   | Natalia Belén Zabala Arroyo     | 23   | 1,77 m (5′ 10″) |
| Huelva      | María José Márquez Delgado      | 24   | 1,75 m (5′ 9″)  |
| Huesca      | Lorena López Meléndez           | 18   | 1,75 m (5′ 9″)  |
| Jaén        | Lorena Campaña López            | 24   | 1,71 m (5′ 7″)  |
| La Coruña   | Lucía Castro Méndez             | 21   | 1,70 m (5′ 7″)  |
| La Rioja    | Eva Carolina Nájera Ramírez     | 23   | 1,74 m (5′ 9″)  |
| Las Palmas  | María Isabel Marichal Torres    | 18   | 1,80 m (5′ 11″) |
| León        | Laura María Carro Geijo         | 19   | 1,73 m (5′ 8″)  |
| Lérida      | Gloria Martínez Giménez         | 21   | 1,72 m (5′ 8″)  |
| Lugo        | Liz Chabely Díaz Díaz           | 19   | 1,73 m (5′ 8″)  |
| Madrid      | María Elena Valencia Villegas   | 26   | 1,81 m (5′ 11″) |
| Málaga      | Cristina González Pita          | 21   | 1,72 m (5′ 8″)  |
| Melilla     | Teresa García Alarcón           | 25   | 1,70 m (5′ 7″)  |
| Murcia      | Laura Hernández Montalbán       | 25   | 1,78 m (5′ 10″) |
| Navarra     | Mercedes Irisarri de los Santos | 22   | 1,75 m (5′ 9″)  |
| Orense      | María del Alba García Sánchez   | 21   | 1,72 m (5′ 8″)  |
| Palencia    | Demelsa Hernández Espeso        | 21   | 1,72 m (5′ 8″)  |
| Pontevedra  | Begoña Amorín Rodríguez         | 18   | 1,76 m (5′ 9″)  |
| Salamanca   | Esther Martín da Silva          | 17   | 1,71 m (5′ 7″)  |
| Segovia     | Victoria Sauras Morínigo        | 19   | 1,73 m (5′ 8″)  |
| Sevilla     | Ángela Cristina Cañas Durán     | 19   | 1,79 m (5′ 10″) |
| Soria       | Anaís Rodríguez Ruiz-Calero     | 18   | 1,76 m (5′ 9″)  |
| Tarragona   | Jénnifer Martín López           | 20   | 1,75 m (5′ 9″)  |
| Tenerife    | Adriana Reverón Moreno          | 22   | 1,78 m (5′ 10″) |
| Teruel      | Noelia Rodríguez Medina         | 19   | 1,74 m (5′ 9″)  |
| Toledo      | Beatriz Rodríguez Nomparte      | 24   | 1,86 m (6′ 1″)  |
| Valencia    | Sheila de la Cova Esgueva       | 18   | 1,83 m (6′ 0″)  |
| Valladolid  | Esther Parro Calsado            | 20   | 1,75 m (5′ 9″)  |
| Vizcaya     | Nerea Cristina Arce Alea        | 21   | 1,80 m (5′ 11″) |
| Zamora      | Marta Hernández González        | 22   | 1,77 m (5′ 10″) |
| Zaragoza    | Marta Abad Torres de Alborán    | 19   | 1,79 m (5′ 10″) |